# Арняшево
Арняшево (баш. Әрнәш) — деревня в Бураевском районе Республики Башкортостан Российской Федерации. Входит в состав Тепляковского сельсовета.  

## География

### Географическое положение
Расстояние до:
- районного центра (Бураево): 26 км,
- центра сельсовета (Тепляки): 8 км,
- ближайшей ж/д станции (Янаул): 94 км.

## Население
| 2002 | 2009 | 2010 |
| ---- | ---- | ---- |
| 172  | ↘155 | ↘102 |

Согласно переписи 2002 года, преобладающая национальность — башкиры (96 %).